# Isola di Dodman
L’Isola di Dodman (in inglese: Dodman Island) è un'isola nelle isole Biscoe, lunga 6,5 km, situata a 7,4 km a sud-est dell'isola Rabot e 18,5 km a ovest di Ferin Head, al largo della costa occidentale della Terra di Graham, in Antartide. L'isola è stata mappata e chiamata Spedizione britannica nella Terra di Graham, 1934-37, sotto John Rymill.

## Area importante per gli uccelli
Una piccola isola situata a circa 2,5 km a nord di Dodman è stata identificata come Important Bird and Biodiversity Area da BirdLife International perché supporta una colonia riproduttiva di cormorano antartico, con 163 coppie registrate lì nel 1984.